# Höjdskräcken
Höjdskräcken var en åkattraktion på nöjesfältet Liseberg i Göteborg. Attraktionen var av typen fritt fall, men skjuter ner passagerarna mot marken istället för att låta dem falla ner med hjälp av enbart gravitation, vilket bidrar till en högre hastighet än vid en vanlig fritt fall-åkattraktion.
Med sina 60 meter var attraktionen en av Göteborgs högsta byggnader och låg uppe på berget, i närheten av Pariserhjulet och Uppskjutet. Dessa tre attraktioner stängde och demonterades efter sommarsäsongen 2015.

## Bilder

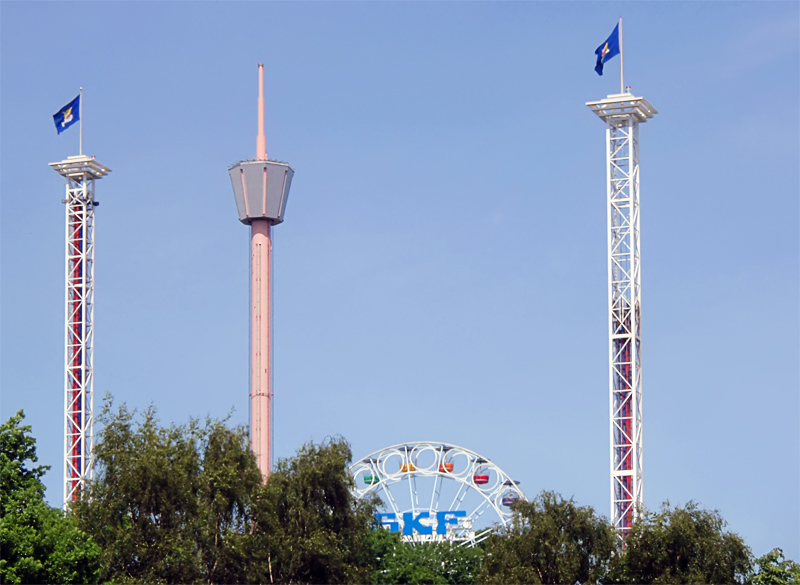
Bild från 2008 med Höjdskräcken till vänster, Uppskjutet till höger, och Lisebergstornet och Pariserhjulet i mitten.
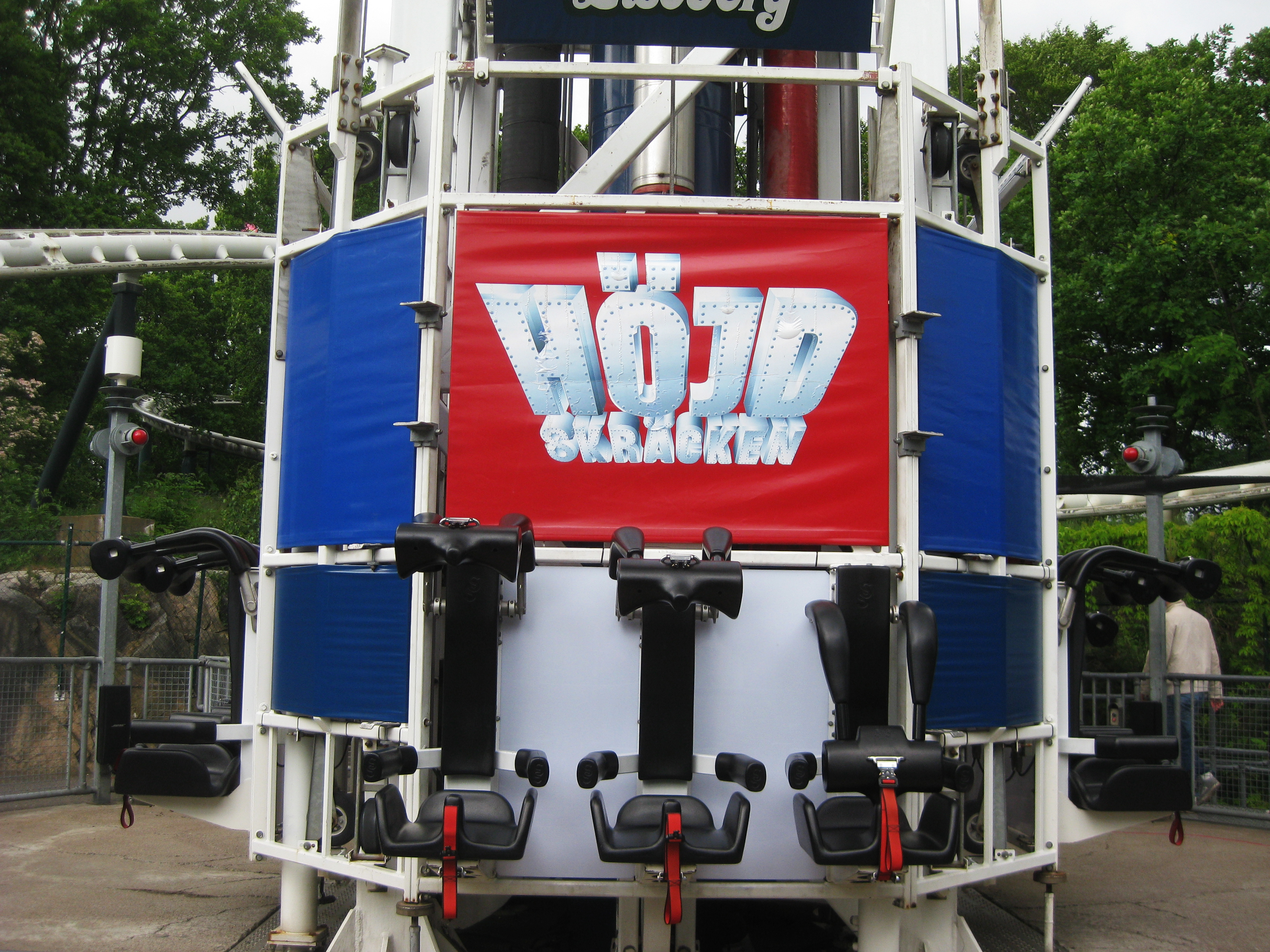
Attraktionens säten.
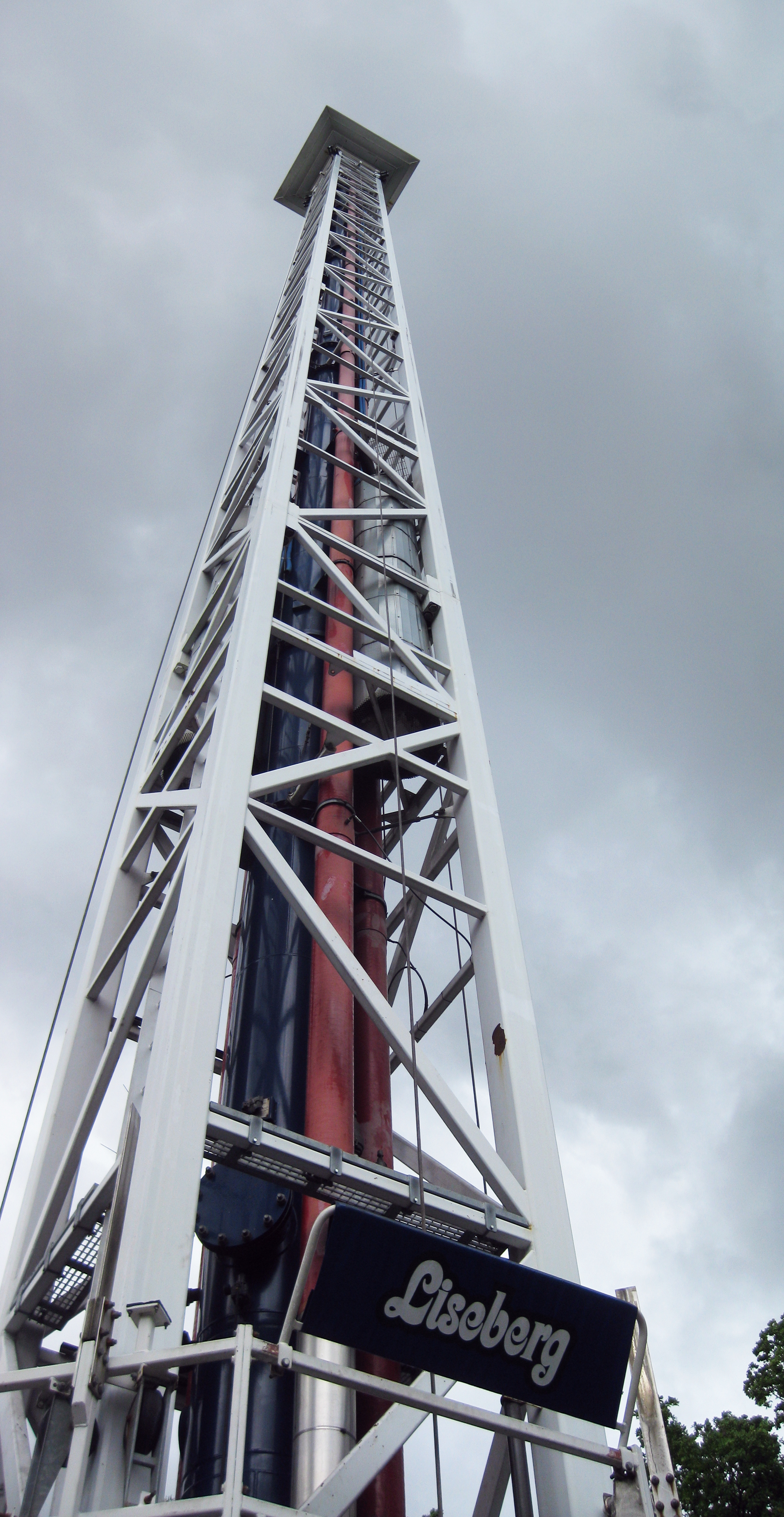
Underifrån.